# Pál Ignotus
Pál Ignotus, o Paul Ignotus (Budapest, 1 de julio de 1901 – Londres, 31 de marzo de 1978 o 1 de abril de 1978), fue un historiador, crítico y publicista húngaro.
Tanto su abuelo como su padre (Hugo Veigelsberg «Ignotus»), fueron destacados miembros del periodismo y literatura húngaros, respectivamente. Antes de la Segunda Guerra Mundial, colaboró en la publicación Szép Szó. A favor de la revolución de 1956, después de esta Pál Ignotus se exilió en el Reino Unido.
Fue autor de obras como Political Prisoner (Routledge and K. Paul, 1959); The Paradox of Maupassant (University of London Press, 1966), sobre Guy de Maupassant; o Hungary (E. Benn, 1972); entre otras.